# Irving Lavin
Irving Lavin (14 de dezembro de 1927 - 3 de fevereiro de 2019) foi um historiador de arte da Antiguidade Tardia, Medieval, Renascentista, Barroca e Pintura, Escultura e Arquitetura Moderna. Suas amplas contribuições centraram-se principalmente na correlação entre forma e significado nas artes visuais.
As publicações de Lavin mostram seus amplos interesses intelectuais: da arquitetura antiga tardia (Triclinia)[3] aos mosaicos de piso do norte da África, particularmente da Tunísia, a Renascença (Donatell), Michelangelo, Pontormo e Giovanna Giambologna), do Barroco (Caravaggio e Gian Lorenzo Bernini), ao século XX, com ensaios sobre Pablo Picasso e Jackson Pollock. Ele também se comunicava facilmente com artistas praticantes e era amigo íntimo de George Segal, Mel Bochner e Frank Stella, e viajou e escreveu sobre Frank O. Gehry.